# Schulte & Gerth Studiochor
Der Schulte & Gerth Studiochor (auch: S&G Studiochor, Gerth Medien Studiochor) war der hauseigene Chor des christlichen Verlags Schulte & Gerth, den heutigen Gerth Medien, unter der Leitung von Jochen Rieger.

## Geschichte
Die Geschichte des Schulte & Gerth Studiochors geht zurück auf den Wetzlarer Studiochor, in den 1960er Jahren von Margret Birkenfeld ins Leben gerufen zur Realisierung diverser Musikkonzepte und Aufnahmeprojekte im damaligen Verlag Hermann Schulte in Wetzlar. 1986 übergab sie die Leitung der Musikabteilung an Jochen Rieger. 1987 spielte dieser sein erstes Konzeptalbum Viele Wege um Lieder von Thomas Eger mit dem Studiochor ein. Die Besetzung erfolgte dabei wie bei der Vorgängerin durch befreundete Musiker sowie Sänger aus nicht projektabhängigen Gesangsformationen wie dem Wetzlarer Jugendchor und blieb dadurch zunächst weitestgehend identisch. Bald jedoch fand eine deutliche Verjüngung des Chorklangbildes – vor allem durch die Stimmen des Ende der 1980er Jahre aufgelösten Jugendchores – statt, die den Schulte & Gerth Studiochor schließlich zu einem wichtigen Phänomen der späten Jugendchorbewegung machten.
Der Schulte & Gerth Studiochor spielte auf seinen etwa dutzend Konzeptalben sowohl klassische Kirchenmusik als auch moderne geistliche Chormusik sowie israelische Folklore ein. 1988 erschien die erste Folge der Reihe Lebendige Psalmen unter dem Titel Taufrisch. Die modernen Psalmvertonungen gehören zu den erfolgreichsten Veröffentlichungen des Chores. Zu den klassische Kirchenmusik-Alben zählen Projekte um Dichter wie Dora Rappard und Nikolaus Ludwig Graf von Zinzendorf. Als Gast trat der Studiochor regelmäßig neben anderen Künstlern wie Thea Eichholz und Vocals auf den frühen Alben des Liedermachers Werner Hoffmann auf.
Mit Abflachen der Jugendchorbewegung allerdings wurden die Chorprojekte seltener. Im Jahr 2000 wirkte der Chor neben Nachwuchskünstlern wie der Girlband Sharona bei seinem letzten Projekt mit, dem Weihnachtsalbum Sternenglanz erhellt die Nacht. Drei Jahre später, 2003, erschien das nachfolgende Weihnachtskonzept Gottes Licht scheint in die Herzen, bei welchem der Studiochor mit Jochen Riegers Popchor Perspektiven fusionierte. Außerdem wurde das Licht-Medley aus dem Vorgängeralbum wiederverwendet. Da das Haus seinen Verlagsnamen in der Zwischenzeit jedoch zu Gerth Medien gewechselt hatte, wurde im Booklet eine nähere Bezeichnung vermieden und lediglich „Studiochor“ angegeben. In Werbetexten tauchte allerdings die Bezeichnung Gerth Medien Studiochor auf.

## Diskografie (Auswahl)
- Viele Wege. Die schönsten Lieder von Thomas Eger. Gerth Medien, 1986
- Sicher in Jesu Armen. Die schönsten Lieder von Dora Rappard. Gerth Medien, 1987
- Taufrisch. Lebendige Psalmen. Gerth Medien, 1988
- Jesu, geh voran. Die schönsten Lieder von Nikolaus Ludwig Graf von Zinzendorf. Gerth Medien, 1989
- Vom Aufgang der Sonne. Ein Reigen bunter Kanons. Gerth Medien, 1989
- Großer Gott, wir loben dich. Die schönsten Choräle. Gerth Medien, 1992
- Nun danket alle Gott. Die schönsten Choräle. Gerth Medien, 1993
- Gelobt sei Gott im höchsten Thron. Die schönsten Choräle zu Passion und Ostern. Gerth Medien, 1994
- Ich will dich erheben. Lebendige Psalmen. Gerth Medien, 1994 (mit: Perspektiven)
- Ehre sei Gott in der Höhe. Lieder zu Advent und Weihnachten. Gerth Medien, 1994
- Hava Nagila. Populäre Jerusalem-Lieder. Gerth Medien, 1995 (mit Vocals, Tami Rimon, Reuven Erez u. a.)
- Freue dich, Israel. Neue Lieder zum Jubeljahr. Gerth Medien, 1997 (mit Vocals, Ofry Sallem, Reuven Erez u. a.)
- Sternenglanz erhellt die Nacht. Festliche Weihnachtsmusik mit Chor und Solisten. (mit Sharona, Sunshine Kids u. a.)